# Acid hentriacontilic
Acidul hentriacontilic (cunoscut și sub denumirea de acid hentriacontanoic) este un acid carboxilic liniar cu formula de structură restrânsă CH3-(CH2)29-COOH. Este un acid gras saturat, având 31 atomi de carbon. Se găsește în anumite tipuri de ceruri. 1-triacontena este o alchenă care poate fi convertită la acid n-henatriacontanoic.